# Đorđe Simeunović
Đorđe Simeunović (in serbo Ђорђе Симеуновић?; Kruševac, 26 aprile 1995) è un cestista serbo.

## Palmarès

### Squadra
- Campionato bosniaco: 1

Igokea: 2019-2020

### Individuale
- KLS MVP: 1

Napredak JKP: 2020-21